# Каран (Чекмагушевский район)
Каран (баш. Ҡаран) — село в Чекмагушевском районе Республики Башкортостан Российской Федерации. Входит в состав Тайняшевского сельсовета. 

## География

### Географическое положение
Расстояние до:
- районного центра (Чекмагуш): 21 км,
- центра сельсовета (Тайняшево): 5 км,
- ближайшей ж/д станции (Буздяк): 80 км.

## История
В «Списке населенных мест по сведениям 1870 года», изданном в 1877 году, населённый пункт упомянут как деревня Каранова (Каран-Мустаева) 4-го стана Белебеевского уезда Уфимской губернии. Располагалась при речке Каране, по левую сторону просёлочной дороги из Белебея в Бирск, в 120 верстах от уездного города Белебея и в 25 верстах от становой квартиры в деревне Курачева. В деревне, в 104 дворах жили 448 человек (222 мужчины и 226 женщин, татары, башкиры), были мечеть, 3 училища, 2 водяные мельницы. Жители занимались пчеловодством и дублением овчин.

## Население
| 2002 | 2009 | 2010 |
| ---- | ---- | ---- |
| 185  | ↘178 | ↘167 |

Национальный состав
Согласно переписи 2002 года, преобладающие национальности — татары (72 %), башкиры (28 %).